# The Visitor (álbum de Neil Young)
The Visitor es el trigésimo noveno álbum de estudio del músico canadiense Neil Young, publicado por la compañía discográfica Reprise Records el 1 de diciembre de 2017. El álbum es el segundo trabajo de estudio de Young con el grupo Promise of the Real, formado por los hijos de Willie Nelson Lukas y Micah, y fue precedido por la publicación del sencillo "Already Great" el 3 de noviembre.

## Lista de canciones
| N.º | Título                 | Duración |  |
| 1.  | «Already Great»        | 5:47     |  |
| 2.  | «Flying by Night Deal» | 2:37     |  |
| 3.  | «Almost Always»        | 4:50     |  |
| 4.  | «Stand Tall»           | 5:13     |  |
| 5.  | «Change of Heart»      | 5:54     |  |
| 6.  | «Carnival»             | 8:21     |  |
| 7.  | «Diggin' a Hole»       | 2:33     |  |
| 8.  | «Children of Destiny»  | 3:24     |  |
| 9.  | «When Bad Got Good»    | 2:00     |  |
| 10. | «Forever»              | 10:32    |  |

## Personal
- Neil Young: guitarra, piano, armónica, pump organ y voz.
- Micah Nelson: guitarra, piano, mandolina, glockenspiel, acordeón, piano de juguete y coros.
- Lukas Nelson: guitarra y coros.
- Corey McCormick: bajo y coros.
- Anthony LoGerfo: batería y coros.
- Tato Melgar: percusión y coros.

## Posición en listas
| País                                | Posición |
| ----------------------------------- | -------- |
| Alemania (Media Control Charts)     | 25       |
| Australia (ARIA)                    | 85       |
| Austria (Ö3 Austria)                | 32       |
| Bélgica (Ultratop flamenca)         | 29       |
| Bélgica (Ultratop valona)           | 87       |
| Canadá (Billboard Canadian Albums)  | 43       |
| España (PROMUSICAE)                 | 52       |
| Estados Unidos (Billboard 200)      | 167      |
| Finlandia (Suomen Virallinen Lista) | 47       |
| Francia (SNEP)                      | 94       |
| Noruega (VG-lista)                  | 36       |
| Nueva Zelanda (RMNZ)                | 5        |
| Países Bajos (Album Top 100)        | 39       |
| Reino Unido (UK Albums Chart)       | 65       |
| Suecia (Sverigetopplistan)          | 32       |
| Suiza (Schweizer Hitparade)         | 40       |